# Partito Socialista Rivoluzionario Italiano
Il Partito Socialista Rivoluzionario Italiano fu un partito politico italiano fondato a Rimini dall'attivista socialista Andrea Costa nel 1881, con il nome originario di Partito Socialista Rivoluzionario di Romagna, nel 1884 assunse la denominazione definitiva per confluire infine, nel 1893 nel Partito Socialista dei Lavoratori Italiani.

## Storia

### Nascita del partito e primo congresso
Il Partito Socialista Rivoluzionario di Romagna venne fondato nell'agosto 1881 in un congresso clandestino a Rimini. Vi presero parte circa quaranta delegati in rappresentanza di circa cinquanta circoli romagnoli. Era presente anche una piccola rappresentanza delle Marche. Andrea Costa enunciò la necessità di "ricostituire" il partito socialista in Romagna con "l'istituzione di un vincolo permanente ed effettivo" tra i gruppi già esistenti. Nonostante l'opposizione degli anarchici (sei voti contro trentadue) venne adottato il nuovo nome di partito "socialista rivoluzionario", seguendo le indicazioni che Costa aveva già esposto nella sua lettera Ai miei amici di Romagna (27 luglio 1879), scegliendo un nome "abbastanza largo per accogliere tutte le diverse frazioni autenticamente proletarie".
Lo statuto del partito prevedeva una struttura federativa con l'accettazione di tutte le scuole del pensiero socialista (anarchici, riformisti, marxisti). Nel programma la realizzazione dell'Anarchia (in teoria ancora accettata) veniva relegata tra gli scopi finali mentre si poneva l'accento sull'importanza delle lotte e dei successi parziali e veniva accettato il principio marxista della dittatura del proletariato, non veniva neanche esclusa la futura partecipazione a competizioni elettorali, sebbene con una formulazione generica.

### Elezione di Andrea Costa e secondo congresso
Nel 1882, a seguito della riforma elettorale, si pose la questione della presentazione effettiva di candidature socialiste. Dopo un'accesa discussione (e con la contrarietà degli anarchici) una conferenza tenutasi ad Imola il 26 febbraio 1882 accettò il principio della partecipazione, lasciando però imprecisato se dovesse avere un carattere "puramente agitatorio e dimostrativo" o dovesse tradursi in un'effettiva partecipazione alla vita parlamentare degli eventuali eletti. Tuttavia la conferenza accettò il principio (con soli tre voti di maggioranza) che il deputato dovesse rifiutarsi di prestare giuramento, facendosi poi cacciare dall'aula con la forza.
A seguito dell'elezione di Costa in Parlamento nel collegio elettorale di Ravenna il problema si ripresentò. Era il primo deputato socialista eletto in Italia. I socialisti ravennati decisero che il deputato restasse in Parlamento "subendo, come l'aggredito la volontà dell'aggressore" il giuramento" e che accettasse "sapendo di giurare il falso".
Il secondo congresso del partito si aprì a Ravenna la mattina del 5 agosto 1883 a palazzo Borghi, alla presenza di circa ottanta delegati, quasi tutti provenienti dalla Romagna. Sebbene l'incontro fosse stato convocato come riunione "privata" per evitare l'intervento della polizia e nonostante un telegramma di Costa al Presidente del consiglio Agostino Depretis la truppa irruppe nella sala sciogliendo a forza il congresso. I congressisti si riunirono comunque il giorno successivo e poi, in una seconda sessione, il 18 novembre a Forlì con 58 delegati. Nella riunione venne rafforzata la struttura organizzativa del partito e decisa l'indizione di un congresso socialista italiano e di uno internazionale a Torino in occasione dell'esposizione universale del 1884.

### La massima espansione, i congressi nazionali e il declino
Nel terzo congresso (il primo nazionale), tenutosi a Forlì il 20 luglio 1884, il partito assunse la denominazione di Partito socialista rivoluzionario italiano, accarezzando il sogno di un'affermazione nazionale, e discusse dei rapporti con le forze democratiche e repubblicane. A Imola Costa aveva realizzato un fronte unito repubblicano-socialista e sperava di poter replicare il modello in tutta la Romagna; il congresso tuttavia accolse la proposta senza troppo entusiasmo, preferendo insistere sulla particolarità del programma socialista.
Costa approfittò della condizione di deputato per percorrere incessantemente tutto il paese. La sua frenetica attività, dopo aver abbandonato l'idea di un accordo con i repubblicani, mirava a riunire in un unico partito gli anarchici, il Partito Operaio Italiano e gli altri gruppi socialisti. I risultati furono però scarsi. Per quanto riguardava gli anarchici, a fronte di qualche successo locale, l'ostilità di buona parte del movimento anarchico italiano verso il parlamentarismo era alquanto pronunciata e si traduceva in violenti attacchi. La massima espansione del partito si ebbe con il secondo congresso nazionale (Mantova, 25 aprile 1886), che vide la presenza di gruppi da tutta l'Italia settentrionale e anche di qualche rappresentanza dal Meridione. Tuttavia i rappresentanti del Partito Operaio Italiano accolsero con "malcelata freddezza" le proposte di unificazione preferendo mantenersi sul terreno di un'alleanza tattica.
L'insuccesso del progetto di fusione con gli operaisti segnò l'inizio del declino del partito. Nel 1890 Costa fu costretto a riparare in Francia per sfuggire a un procedimento penale autorizzato dalla Camera dei deputati. Il 19 ottobre 1890 si riunì a Ravenna il terzo (e ultimo) congresso del partito, ridotto ormai alla sola componente romagnola. Tema centrale fu l'organizzazione della partecipazione alle future elezioni politiche (in cui Costa contava di farsi rieleggere, come poi effettivamente avvenne).

### Il congresso di Genova (1892) e la confluenza nel nuovo partito
Il 14 e 15 agosto 1892 si riunì infine a Genova un congresso socialista con la presenza di tutte le componenti. Di fronte alla frattura insanabile tra anarchici e socialisti evoluzionisti Costa tentò ancora una volta una mediazione tra i contendenti. Di fronte all'insuccesso di questo tentativo il Partito socialista rivoluzionario italiano non aderì inizialmente al Partito dei Lavoratori Italiani, tuttavia, sconfitto alle elezioni del novembre 1892, confluì l'anno seguente nel Partito Socialista dei Lavoratori Italiani (PSLI), divenuto in seguito Partito Socialista Italiano (PSI).